# Хенкок (Мичиген)
Хенкок (Мичиген) (енгл. Hancock) град је у америчкој савезној држави Мичиген. По попису становништва из 2010. у њему је живело 4.634 становника.

## Демографија
Према попису становништва из 2010. у граду је живело 4.634 становника, што је 311 (7,2%) становника више него 2000. године.
| Група             | 2000.         | 2010.         |
| Белци             | 4.124 (95,4%) | 4.338 (93,6%) |
| Афроамериканци    | 33 (0,8%)     | 55 (1,2%)     |
| Азијати           | 46 (1,1%)     | 78 (1,7%)     |
| Хиспаноамериканци | 33 (0,8%)     | 67 (1,4%)     |
| Укупно            | 4.323         | 4.634         |